# Liste der deutschen Botschafter in Myanmar
Die Liste der deutschen Botschafter in Myanmar enthält die Botschafter der Bundesrepublik Deutschland in Myanmar. Sitz der Botschaft ist in Rangun.
Die Vertretung war bis 1962 eine Gesandtschaft. Die  Leiter hatten entsprechend die Bezeichnung Gesandter.

Elgar von Randow

| Name                                       | Amtszeit  | Bemerkungen               |
| ------------------------------------------ | --------- | ------------------------- |
| Wilhelm Kopf                               | 1955–1957 | Gesandter                 |
| Elgar von Randow                           | 1957–1961 | Gesandter                 |
| Richard Bottler                            | 1962–1966 |                           |
| Rolf von Keiser                            | 1966–1970 |                           |
| Rolf Ramisch                               | 1970–1973 |                           |
| Klaus Terfloth                             | 1973–1975 |                           |
| Hans Ferdinand Linsser                     | 1975–1980 |                           |
| Helmut Türk                                | 1980–1985 |                           |
| Walther Freiherr Marschall von Bieberstein | 1985–1995 |                           |
| Wolfgang Wiesner                           | 1995–1999 |                           |
| Marius Haas                                | 1999–2002 |                           |
| Klaus Peter Wild                           | 2002–2005 |                           |
| Dietrich Andreas                           | 2005–2008 |                           |
| Julius Georg Luy                           | 2008–2011 |                           |
| Christian-Ludwig Weber-Lortsch             | 2011–2017 |                           |
| Dorothee Janetzke-Wenzel                   | 2017–2019 |                           |
| Thomas Karl Neisinger                      | 2019–2021 |                           |
| York Schuegraf                             | 2021–2023 | als Geschäftsträger a. i. |
| Theo Kidess                                | 2023–2025 | als Geschäftsträger a. i. |
| Mathias Licharz                            | seit 2025 | als Geschäftsträger a. i. |

## Weblink
- Website der Deutschen Botschaft Rangun